# Peep (album)
Peep è il primo album in studio del gruppo musicale finlandese Rasmus, pubblicato nel 1997 dalla Warner Music Finland.

## Tracce
1. Ghostbusters – 3:34 – originariamente interpretata da Ray Parker Jr.
2. Postman – 2:38
3. Fool – 3:43
4. Shame – 3:30
5. P.S. – 2:56
6. Julen är här igen – 3:30
7. Peep – 0:48
8. Frog – 2:32
9. Funky Jam – 2:12
10. Outflow – 2:50
11. Myself – 3:53
12. Life 705 – 5:09
13. Small – 6:22 – contiene una traccia fantasma senza titolo

## Formazione
- Lauri Ylönen – voce
- Pauli Rantasalmi – chitarra
- Eero Heinonen – basso
- Aki Hakala – batteria